# Кроталярія
Кроталярія (Crotalaria) — південна трав'яниста або кущова рослина родини бобових, з волокна якої виготовляють грубі тканини, папір, рибальські снасті та інше. Африка є континентом з більшістю видів Crotalaria (приблизно 400 видів), які в основному зустрічаються на вологих луках, особливо в заплавах, западинах і уздовж країв боліт і річок, а також в листяних чагарниках, узбіччях доріг і полях. Деякі види Crotalaria вирощують як декоративні.

## Морфологічна характеристика
Це трав'янисті або кущові рослини, часто короткоживучі, рідше невеликі дерева. Стебла кутасті чи округлі в перерізі. Прилистки від ниткоподібних до листоподібних або відсутні. Листки прості або 3-листочкові, зазвичай черешкові. Суцвіття кінцеві, іноді пазушні, китицеподібні, іноді згущені і схожі на голови; зазвичай присутні приквітки. Чашечка з 5 майже рівними частками або 2-губа з 3 вузькими абаксіальними і 2 більш широкими приаксіальними часто зрощеними або частково зрощеними частками. Віночок зазвичай жовтий, рідше білий, пурпурно-червоний або темно-багряно-синій; штандарт зазвичай округлий або довгастий, ззовні голий або з трихомами; крила довгасті або вузькоеліптичні; кіль заокруглений до скошеного, зазвичай розширений у добре розвинений дзьоб. Боби від майже сидячих до довгоніжкових, довгасті, циліндричні, яйцювато-кулясті або рідше ромбічні, зазвичай помітно роздуті, рідко стиснуті, містять від 2 до багатьох насінин. Насінини від косо-серцеподібних до видовжено-ниркоподібних.